# Catane (Dolj)
Pour les articles homonymes, voir Catane (homonymie).
Catane est une commune du județ de Dolj en Roumanie.